# Google One
Google One è un servizio offerto da Google che offre spazio di archiviazione online.
Ogni account Google ha gratuitamente a disposizione uno spazio di 15 GB di archiviazione condiviso tra Drive, Gmail e Foto. Gli spazi a pagamento di One partono da 100 GB per arrivare ad un massimo di 30 TB.
Google One ha rimpiazzato i piani a pagamento di Google Drive per sottolineare che lo spazio d'archiviazione è utilizzato da tutti i servizi Google e non solo da Drive. In pratica, Google One è il servizio che unifica e integra lo storage Google condiviso tra le diverse applicazioni Google, semplificandone l'utilizzo e monitoraggio.
Oltre all'accesso al servizio via web esiste anche l'omonima app disponibile su Google Play.

## Archiviazione
I piani d'archiviazione di Google One riprendono quelli precedentemente disponibili su Google Drive. Google ha tuttavia rimosso il piano da 1 TB e aggiunto quello da 200 GB e ridotto il prezzo di quello da 2 TB da € 19,99 a € 9,99 per mese.
| Archiviazione | Prezzo (in euro)           |
| ------------- | -------------------------- |
| 15 GB         | Gratis                     |
| 100 GB        | 1,99 €/mese (19,99 €/anno) |
| 200 GB        | 2,99 €/mese (29,99 €/anno) |
| 2 TB          | 9,99 €/mese (99,99 €/anno) |
| 10 TB         | 99,99 €/mese               |
| 20 TB         | 199,99 €/mese              |
| 30 TB         | 299,99 €/mese              |

Il piano attivo si rinnova automaticamente ogni mese, salvo disdetta. L'utente può passare a un piano superiore o inferiore in qualsiasi momento. Lo spazio di archiviazione può essere condiviso con massimo 5 persone del proprio nucleo familiare. Alcuni elementi non influiscono sullo spazio di archiviazione: Documenti, Moduli, Fogli, Sites e Presentazioni. I file condivisi - a meno che l'utente che ne usufruisce non ne crei una copia personale - non occupano lo spazio d'archiviazione in quanto, essendo file condivisi, occupano lo spazio di archiviazione del creatore e non dell'utente utilizzatore. A partire da maggio 2021 anche le foto e i video caricati in Google Foto con "Alta qualità" influiscono sullo spazio di archiviazione, nonostante la loro qualità sia ridotta rispetto all'originale. Le foto e i video caricati in "Alta qualità" fino a maggio 2021 non influiranno sullo spazio di archiviazione. Inoltre, gli utenti che utilizzano un piano di Google One a pagamento sono distinguibili da un cerchio con i colori di Google intorno all'immagine profilo.

## Storia
Google ha annunciato il servizio a maggio 2018, attivandolo il 15 agosto 2018 inizialmente solo negli Stati Uniti. A novembre 2018 è arrivato anche in Italia, ma il rilascio è avvenuto in maniera graduale.
Da luglio 2021, in Android 8 (e superiori) Google utilizza Google One come servizio predefinito in Android di backup e ripristino (sostituendo Google Drive), associato all'account Google prescelto dall'utente del dispositivo. È proposto il piano di archiviazione gratuito ma può essere impostato quello premium.